# Hora 14
Hora 14. Lo que pasa, lo que importa:  Es un informativo del mediodía radiofónico en España que ofrece la Cadena SER de lunes a domingo de 14:00 a 15:00 horas.
Este noticiario informa a los oyentes de lo acontecido durante la mañana con entrevistas a los protagonistas de las noticias. Una desconexión territorial ofrece también la información 

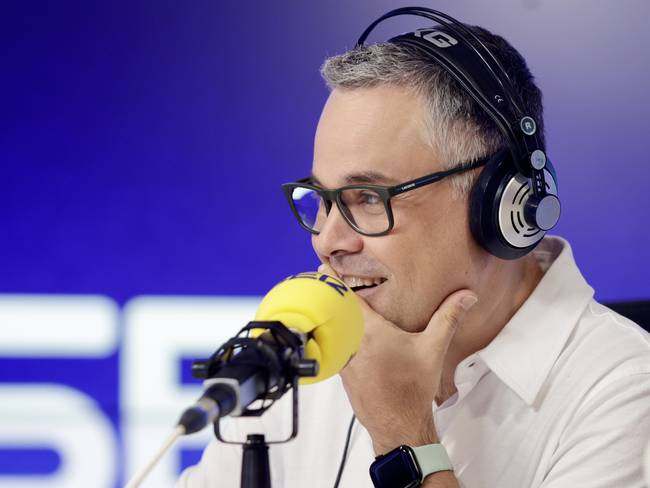
Javier Casal, director de Hora 14

más local a los oyentes. Además cuenta con un apartado cultural en el que se mencionan los últimos espectáculos que se pueden ver, tanto de música, cine o teatro.
Desde 1988 hasta 1992 el presentador fue Carlos Llamas, pasando, seguidamente, a formar parte de Hora 25. Durante 25 años, José Antonio Marcos presentó este programa informativo hasta su jubilación en julio de 2022. Desde entonces lo dirige y presenta Javier Casal.

## Equipo (2023/2024)[actualizar]
- Director: Javier Casal
- Subdirectora: Laura Gutiérrez
- Productor: Aldo Gómez
- Redactores: Laura Gutiérrez (última hora desde la redacción), Aldo Gómez, Julio Guerra y Toñi Fernández
- Meteorólogo: Jordi Carbó

- Directora (Sábado y domingo): Aida Bao

## Programación local y regional[actualizar]
Hora 14 también cuenta con diversas versiones en desconexión local que emiten la red de emisoras de la Cadena SER de lunes a viernes tradicionalmente de 14:15 a 14:30, aunque desde septiembre de 2016 algunas emisoras realizan la desconexión local de 14:20 a 14:30.
- Radio Alicante (Alicante): Hora 14 Alicante está presentado y dirigido por Elena Escudero.
- Radio Albacete (Albacete): Hora 14 Albacete está presentado y dirigido por .
- Radio Asturias (Oviedo/Asturias): Hora 14 Asturias está presentado y dirigido por Pablo Canga.
- Radio Cádiz: Hora 14 Cádiz está presentado y dirigido por Libertad Paloma.
- Ràdio Castelló/Radio Castellón (Castellón): Hora 14 Castellón está presentado y dirigido por Jaume Maicas.
- Radio La Comarca-Cadena SER (Alcañiz)
- Radio Galicia: Hora 14 Galicia (versión autonómica) y Hora 14 Santiago (versión local), editados y presentados por Ricardo Rodríguez.
- Radio Granada: Hora 14 Granada está presentado y dirigido por Rafael Troyano.
- Radio Madrid (105.4 FM/810 OM): Hora 14 Madrid está presentado y dirigido por Cristina Machado. En verano es sustituida por Antonio Martín.
- Radio Extremadura (Badajoz, 94.2 FM/1008 AM): Hora 14 Badajoz está presentado y dirigido por Gaspar García.
- SER Extremadura:  Hora 14 Extremadura está presentado y dirigido por Antonio Alcántara.
- Radio Rioja (La Rioja) (100.7 FM): Hora 14 La Rioja está presentado y dirigido por Mariola Alesanco.
- Radio Pamplona (100.4 FM) (Navarra) Hora 14 Navarra está dirigido y presentado por Javier Lorente.
- Radio Orihuela (90.5 FM): Hora 14 Vega Baja
- Radio San Sebastián (102.0 FM/1044 OM): Hora 14 San Sebastián está presentado y dirigido por Naike Bernal.
- Ràdio SER Principado de Andorra (Andorra la Vieja): Hora 14 Andorra está presentado y dirigido por Albert San Joan.
- Radio Córdoba (93.5 FM/1575 OM): Hora 14 Córdoba. Dirigido y presentado por María José Martínez.
- Ràdio Tarragona: L'Hora L Tarragona está presentado y dirigido por Jordi Cartanyà.
- Radio Valladolid-SER Duero: Hora 14 Valladolid está presentado y dirigido por José María Francisco.
- SER Henares (Alcalá de Henares): Hora 14 Henares está presentado y dirigido por Javier Galicia.
- SER Madrid Norte (Alcobendas): Hora 14 Madrid Norte está presentado y dirigido por David Guerrero.
- SER Madrid Sur (Parla, Getafe, Fuenlabrada, Leganés, Pinto...): Hora 14 Madrid Sur está presentado y dirigido por David Callejo.
- Radio Bilbao (93.2 FM/990 OM): Hora 14 Bizkaia está presentado y dirigido por Jon Egaña.
- SER Radio Melilla (1485 OM):
- Radio Tarancón 88-0 FM
- Radio Medina - Medina del Campo (89.2FM)  Hora 14 Medina  Dirigido y presentado por Noelia Romo
- SER Vitoria (88.2FM): Hora 14 Vitoria" Presentado por Delia Tobías. Informativos de las 07:20 y 08:50 Íker Armentia.
- Radio Castellón (91.2 FM/1521 OM): Hora 14 Castellón está presentado y dirigido por Jaume Maicas.
- Radio León ( León) (92.6 FM/1341 OM): Hora 14 León está presentado y dirigido por Óscar González.
- Radio Bierzo (90.4 FM): Hora 14 Bierzo está presentado y dirigido por Ana Maceda.
- Radio Salamanca (96.9 FM/1026 OM): Hora 14 Salamanca está presentado y dirigido por Jesús García Santiago y Sheila Sánchez Prieto. (www.radiosalamanca.com)
- Radio Vigo y Cadena SER Baixo Miño (Radio Vigo 100.6 FM/1026 OM y SER Baixo Miño 105.1 FM): Hora 14 Vigo y Baixo Miño está presentado y dirigido por Jaime González de Haz.

Hora 14 Madrid se emite para toda España a través de la red de radio estatal DAB y en la TDT estatal como servicio adicional; y para todo el mundo a través de la radio en línea de CadenaSER.com.

## Secciones (2023/2024)[actualizar]
- Hora 14. La portada:  Primera parte del informativo, de 14:00 a 14:05. Resumen de los contenidos que se desarrollarán a partir de las 14:30. Con Javier Casal.
- Informativos regionales y locales: Toda la actualidad autonómica de 14:05 a 14:17 y toda la información local de 14:17 a 14:30, en desconexión para cada emisora de la red.
- Informativo de las 14:30: Toda la actualidad informativa nacional e internacional con Javier Casal hasta las 15:00.